# Vanjska bočna vena
Vanjska bočna vena (lat. vena iliaca externa) je parna vena u zdjelici koja odvodi deoksigeniranu krv iz donjih udova i dijelova trbušnog zida. 
Vanjska bočan vena počinje ispod donjeg ruba preponske sveze (lat. ligamentum inguinale) i nastavak je bedrene vene (lat. vena femoralis), svojim tokom prati vanjsku bočnu arteriju (lat. arteria iliaca externa) sve do spoja s nutarnjom bočnom venom (lat. vena iliaca interna) kada zajedno oblikuju zajedničku bočnu venu (lat. vena iliaca communis) u području sakroilijačnog zgloba. 
Glavne pritoke vanjske bočne vene su:
- lat. vena epigastrica inferior, odvode krvi iz prednjeg dijela trbušnog zida
- lat. vena circumflexa ilium profunda, odvodi krv iz opskrbnog područja istoimene arterije (lat. arteria circumflexa ilium profunda)